# Uherčice u Hustopečí
Uherčice (deutsch Auerschitz, früher Auerschütz) ist eine Gemeinde in Tschechien. Sie liegt sieben Kilometer nordwestlich von Hustopeče und gehört zum Okres Břeclav.

## Geographie

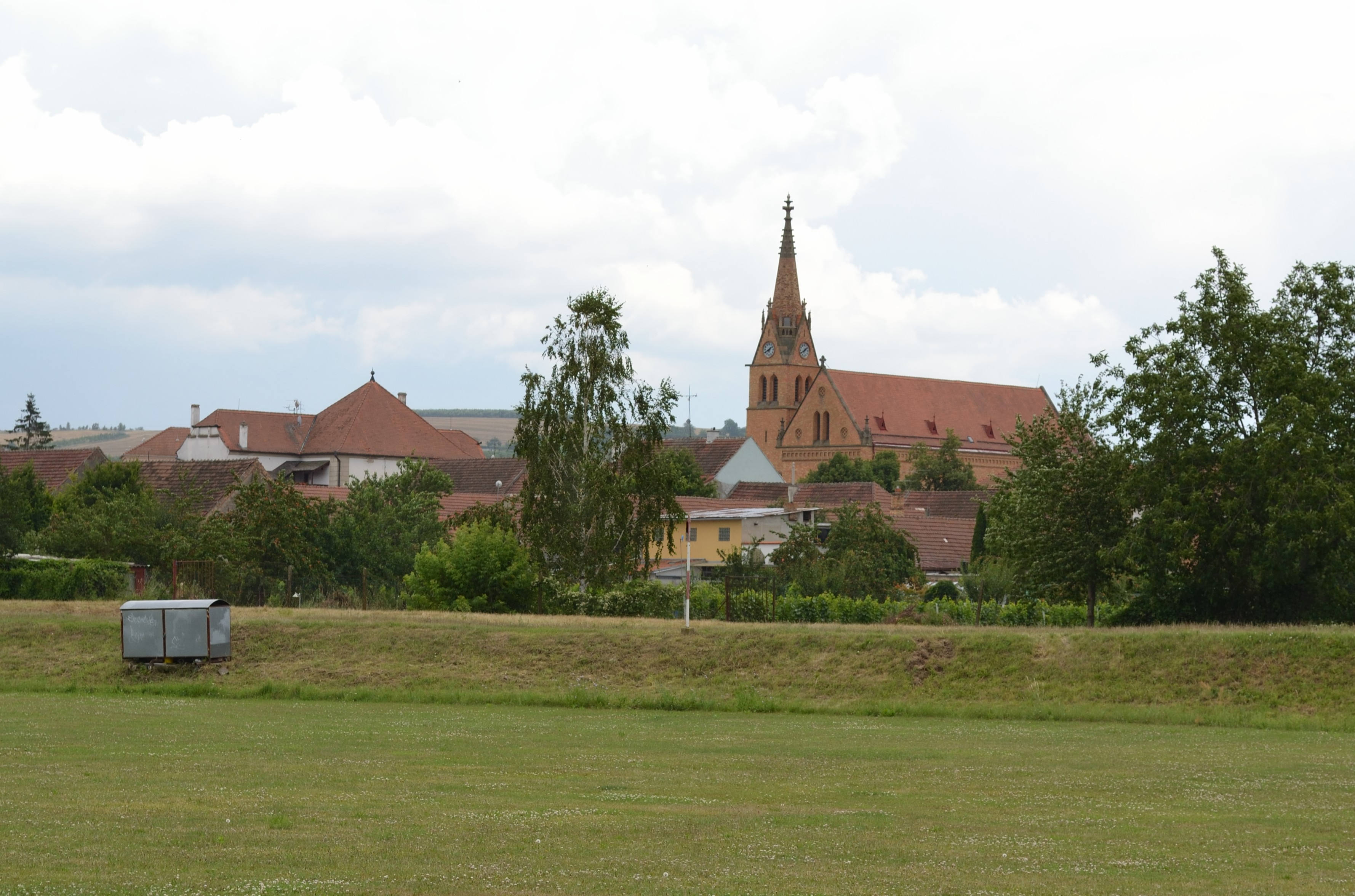
Blick auf Uherčice

Uherčice befindet sich am linken Ufer der Svratka am Fuße der Hügel der Hustopečská pahorkatina im Nordosten der Thaya-Schwarza-Talsenke. Westlich des Dorfes mündet die Šatava in die Svratka. Im Nordosten erhebt sich die Růžová (Rosenberg, 283 m) und im Südosten die Uherčické Staré hory (Altberg, 311 m).
Nachbarorte sind Nosislav und Velké Němčice im Norden, Křepice, Nová Ves und Nikolčice im Nordosten, Kurdějov im Osten, Starovice im Südosten, Popice und Pouzdřany im Süden, Ivaň im Südwesten, Vranovice im Westen sowie Přísnotice im Nordwesten.

## Geschichte
Die erste urkundliche Erwähnung von Uhricic erfolgte 1220, als Ottokar I. Přemysl das Dorf Konrad  Graf von Hardegg schenkte. Zu dieser Zeit bestand in Uherčice bereits eine Kirche, die dem Benediktinerkloster Vilémov gehörte. Im Jahre 1267 wurde das Dorf als Hursit und 1340 als Aurcicz bezeichnet. Während der Hussitenkriege flohen die Vilémover Benediktiner nach Uherčice. Sie errichteten in Uherčice eine Propstei und Abtssitz. 1459 ist der Ort als Určice überliefert und 1496 fand erstmals der heutige Name Uherčice Verwendung. Der letzte Abt Peter wurde von Protestanten aus Uherčice vertrieben. Er floh in die Abtei Rajhrad, wo er 1541 verstarb. Das älteste Ortssiegel stammt aus dem Jahre 1555, es zeigt ein Rebmesser. Im Jahre 1836 lebten in den 175 Häusern des Marktfleckens 1015 Menschen.
Nach der Aufhebung der Patrimonialherrschaften bildete Uherčice/Auerschütz ab 1850 eine Gemeinde in der Bezirkshauptmannschaft Auspitz. Nach der Regulierung der Svratka dehnte sich der Ort auch auf das rechte Flussufer aus, wo die Ortslage Trávník entstand. Im Jahre 1930 bestand das Dorf aus 280 Häusern und hatte 1210 Einwohner, die größtenteils der tschechischen Volksgruppe angehörten. Nachdem die Bezirksstadt Auspitz und die südlichen Nachbarorte 1938 infolge des Münchner Abkommens dem Deutschen Reich zugeschlagen worden waren, lag Uherčice an der deutschen Grenze. Die Marktgemeinde Uherčice war danach bis 1945 dem Politischen Bezirk Brünn-Land und dem Gerichtsbezirk Židlochovice zugeordnet. Nach dem Ende des Zweiten Weltkriegs wurde der Okres Hustopeče wiederhergestellt. Nach dessen 1960 erfolgter Aufhebung gehört Uherčice zum Okres Břeclav. Beim Zensus von 2001 hatte der Ort 1021 Einwohner.

## Gemeindegliederung
Für die Gemeinde Uherčice sind keine Ortsteile ausgewiesen. Zu Uherčice gehört die Ortslage Trávník.

## Sehenswürdigkeiten
- Rathaus, der Spätrenaissancebau mit Lauben aus dem Jahre 1602 ist das älteste Gebäude des Ortes. Es wurde in den Jahren 1995–1997 saniert. Seit 1998 befindet sich im Rathaus wieder der Sitz der Gemeindeverwaltung, ein Gesellschaftsraum und eine Gaststätte.
- Kirche Johannes des Täufers, der neogotische Bau wurde 1896 geweiht
- Naturreservat Pouzdřanská step-Kolby, Wald- und Steppenlandschaft südlich des Dorfes
- Halde, abgeworfener mäandrierender Flussarm der Svratka, westlich des Dorfes